# تونیا وربیک

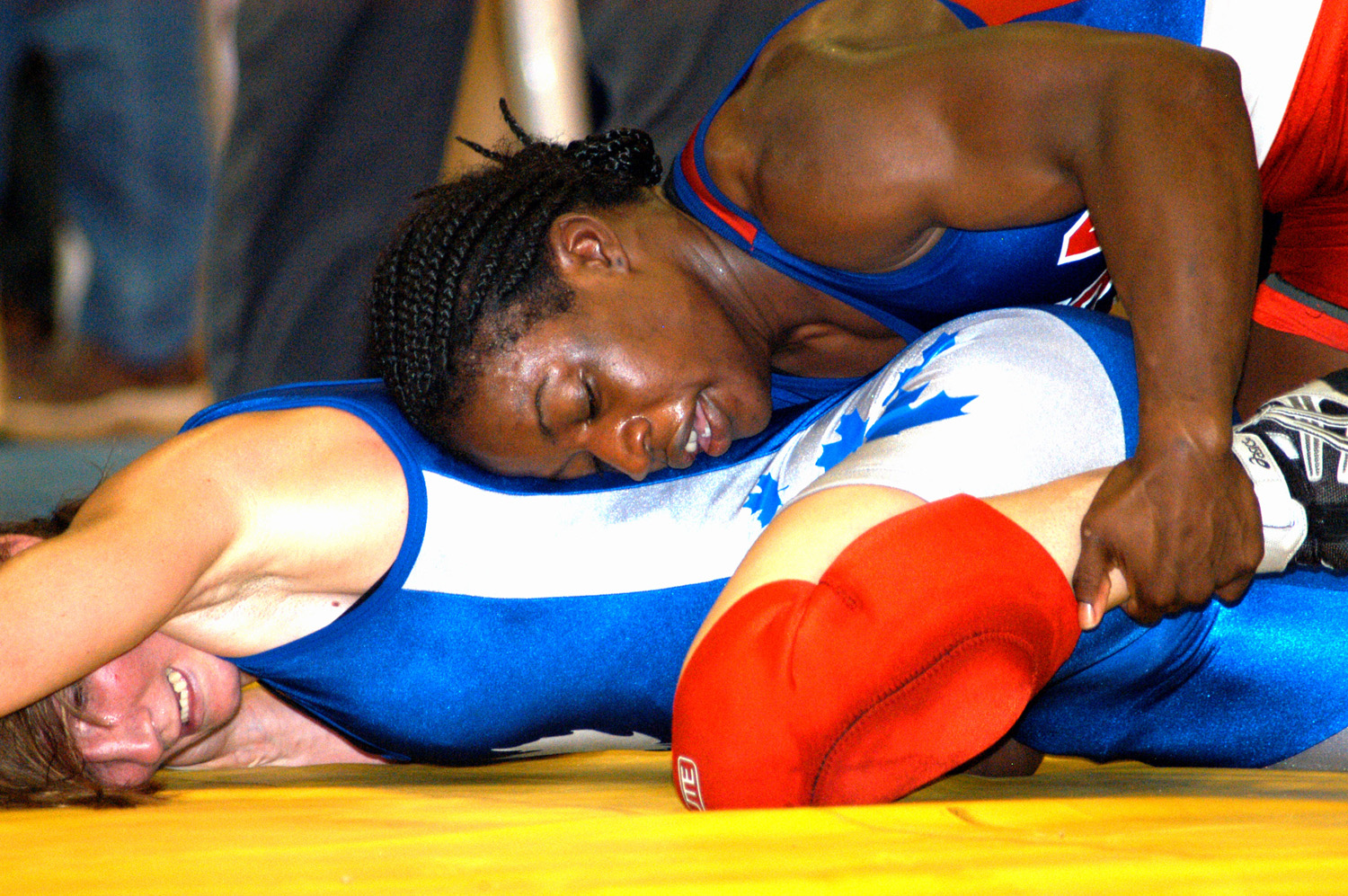
تونیا وربیک

تونیا وربیک (به انگلیسی: Tonya Verbeek) (زاده ۱۴ آگوست ۱۹۷۷) کشتی گیر بازنشسته زن کشور کانادا است.